# Pehr Lund (1758–1805)
Pehr Lund, född 1758 i Härjedalen, död 27 april 1805 i Enköping, han var en svensk snickare, organist i Lillkyrka församling och orgelbyggare i Enköping.

## Biografi
Lund blev 1785 snickargesäll i Stockholm och bodde 1786 på kvarteret Solvisaren nummer 33 i Kungsholmen. Han blev 1788 organist i Lillkyrka församling. Familjen bosattes sig på Klockargården i Lillkyrka. År 1800 flyttade familjen till Enköping där Lund började arbeta som orgelbyggare. Lund avled 27 april 1805 i Enköping av Vattusot. Den 24 juli skedde bouppteckningen efter Lund.

### Familj
Lund gifte sig 7 augusti 1785 i Ulrika Eleonora församling, Stockholm med Charlotta Sundberg (född 1752). Hon var dotter till organisten Olof Sundberg och Elisabeth Pousette i Odensala. De fick tillsammans barnen Elisabeth Charlotta (född 1786), Anna Maja (född 1789) och Johan Petter (född 1792).

## Orgelverk
| År   | Ursprunglig kyrka        | Stift   | Bild | Manualer | Pedal        | Stämmor | Bevarad orgel/fasad | Övrigt |
| ---- | ------------------------ | ------- | ---- | -------- | ------------ | ------- | ------------------- | --- |
| 1788 | Lillkyrka kyrka, Uppland | Uppsala |      |          |              |         |                     | |
| 1799 | Frösthults kyrka         | Uppsala |      |          |              | 10      | Nej/Ja              | En ny orgel byggdes 1923 av Furtwängler & Hammer, Hannover, Tyskland. |
| 1804 | Skoklosters kyrka        | Uppsala |      | 2        | Självständig | 18      | Ja/Ja               | Orgeln renoverades 1875 av Daniel Wallenström, Uppsala. På 1880-talet renoverades orgeln av Johan Eriksson, Boglösa. 1911 renoverades orgeln av Åkerman & Lunds Orgelfabriks AB, Sundbyberg. Svällskåpet för öververket har satts ditt på senare år. |
| 1805 | Ramsta kyrka             | Uppsala |      |          |              |         |                     | Ej påbörjad. |